# Lovózero
Lovózero (ruso: Лово́зеро; sami kildin: Луяввьр Luyavvir) es un asentamiento rural y pueblo (seló) de Rusia, capital del raión homónimo en la óblast de Múrmansk.
En 2019, el territorio del asentamiento tenía una población de 3001 habitantes, de los cuales 2871 vivían en el pueblo de Lovózero y el resto repartidos en tres pueblos más pequeños: Krasnoshchelye, Kánevka y Sosnovka.
La localidad, cuya existencia en documentos se conoce desde finales del siglo XVI, es el centro cultural de los samis de Rusia. De los aproximadamente dos mil samis que viven en el país, a principios del siglo XXI vivían aquí unas cien familias puramente samis y unas trescientas con al menos un miembro sami. El pueblo cuenta con una importante granja de renos y un museo de la historia sami y alberga eventos folclóricos en los que participan samis de varios países vecinos.
Se ubica en la orilla noroccidental del lago Lovozero, unos 150 km al sureste de la capital regional Múrmansk.

## Clima
| Parámetros climáticos promedio de Lovózero           | Parámetros climáticos promedio de Lovózero | Parámetros climáticos promedio de Lovózero | Parámetros climáticos promedio de Lovózero | Parámetros climáticos promedio de Lovózero | Parámetros climáticos promedio de Lovózero | Parámetros climáticos promedio de Lovózero | Parámetros climáticos promedio de Lovózero | Parámetros climáticos promedio de Lovózero | Parámetros climáticos promedio de Lovózero | Parámetros climáticos promedio de Lovózero | Parámetros climáticos promedio de Lovózero | Parámetros climáticos promedio de Lovózero | Parámetros climáticos promedio de Lovózero |
| Mes                                                  | Ene.                                       | Feb.                                       | Mar.                                       | Abr.                                       | May.                                       | Jun.                                       | Jul.                                       | Ago.                                       | Sep.                                       | Oct.                                       | Nov.                                       | Dic.                                       | Anual                                      |
| ---------------------------------------------------- | ------------------------------------------ | ------------------------------------------ | ------------------------------------------ | ------------------------------------------ | ------------------------------------------ | ------------------------------------------ | ------------------------------------------ | ------------------------------------------ | ------------------------------------------ | ------------------------------------------ | ------------------------------------------ | ------------------------------------------ | ------------------------------------------ |
| Temp. máx. abs. (°C)                                 | 13.0                                       | 7.6                                        | 9.8                                        | 16.1                                       | 26.1                                       | 31.0                                       | 32.0                                       | 29.4                                       | 22.9                                       | 14.2                                       | 11.0                                       | 9.9                                        | '                                          |
| Temp. máx. media (°C)                                | -9.3                                       | -9.8                                       | -4.2                                       | 1.3                                        | 6.9                                        | 14.0                                       | 17.5                                       | 14.6                                       | 9.3                                        | 2.3                                        | -4.1                                       | -7.0                                       | 2.6                                        |
| Temp. media (°C)                                     | -13.4                                      | -14.0                                      | -8.8                                       | -2.9                                       | 2.9                                        | 9.5                                        | 13.1                                       | 10.5                                       | 5.8                                        | -0.5                                       | -7.2                                       | -10.9                                      | -1.3                                       |
| Temp. mín. media (°C)                                | -18.7                                      | -19.9                                      | -14.9                                      | -8.4                                       | -1.1                                       | 4.6                                        | 8.1                                        | 5.9                                        | 2.0                                        | -3.8                                       | -11.5                                      | -16.2                                      | -6.2                                       |
| Temp. mín. abs. (°C)                                 | -46.4                                      | -43.6                                      | -41.0                                      | -31.7                                      | -20.0                                      | -4.3                                       | -0.3                                       | -5.6                                       | -10.0                                      | -26.1                                      | -37.0                                      | -43.0                                      | '                                          |
| Precipitación total (mm)                             | 27.8                                       | 24.1                                       | 28.0                                       | 31.7                                       | 33.4                                       | 56.7                                       | 77.5                                       | 59.8                                       | 54.2                                       | 48.1                                       | 34.8                                       | 27.8                                       | 503.9                                      |
| Días de precipitaciones (≥ 1 mm)                     | 20.1                                       | 17.2                                       | 19.2                                       | 16.5                                       | 18.9                                       | 16.0                                       | 15.8                                       | 17.5                                       | 17.3                                       | 18.3                                       | 19.0                                       | 20.5                                       | 216.3                                      |
| Horas de sol                                         | 0.0                                        | 50.4                                       | 127.1                                      | 180.0                                      | 170.5                                      | 234.0                                      | 232.5                                      | 151.9                                      | 105.0                                      | 58.9                                       | 6.0                                        | 0.0                                        | 1316.3                                     |
| Humedad relativa (%)                                 | 86.7                                       | 83.9                                       | 81.4                                       | 76.4                                       | 74.8                                       | 71.2                                       | 76.9                                       | 82.4                                       | 84.2                                       | 88.9                                       | 89.4                                       | 86.9                                       | 81.9                                       |
| Fuente: http://climatebase.ru/station/22127/?lang=en |                                            |                                            |                                            |                                            |                                            |                                            |                                            |                                            |                                            |                                            |                                            |                                            |                                            |